# Lagos da Beira
Lagos da Beira é uma povoação portuguesa do Município de Oliveira do Hospital que foi sede da extinta Freguesia de Lagos da Beira, freguesia que tinha 8,49 km² de área e 782 habitantes (2011), e, por isso, uma densidade populacional de 92,1 hab/km².
A Freguesia de Lagos da Beira foi extinta (agregada) pela reorganização administrativa de 2012/2013, tendo o seu território sido integrado na então criada União de Freguesias de Lagos da Beira e Lajeosa. Além da sede, as povoações que integravam a Freguesia de Lagos da Beira eram a Chamusca da Beira e a Póvoa das Quartas.
Lagos da Beira foi vila e sede de concelho até ao início do século XIX. Este ra constituído pelas freguesias de Lagos da Beira, Travanca de Lagos e Covas. Tinha, em 1801, 3 128 habitantes.
A 3 de Julho de 2011 foi inaugurada a Biblioteca Museu Tarquínio Hall.

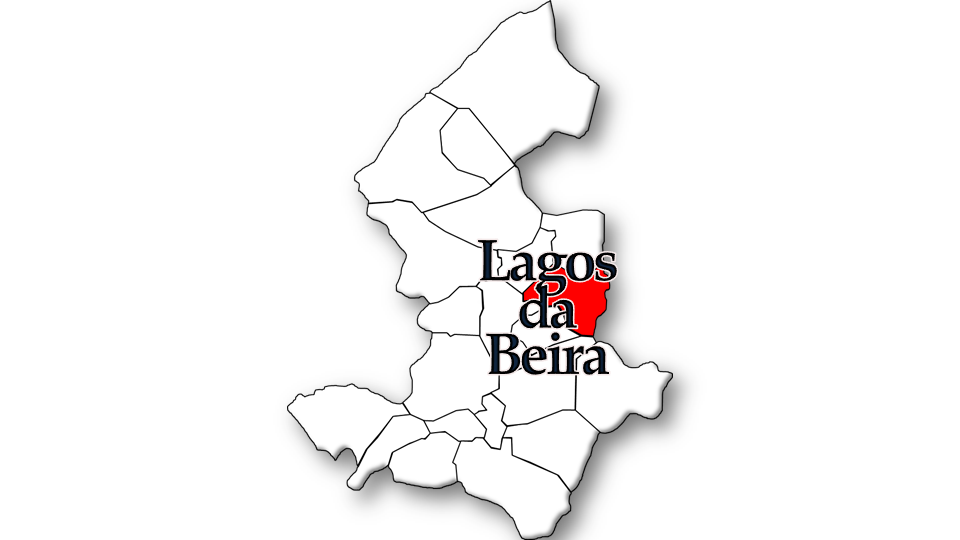
Localização no Município de Oliveira do Hospital

## População

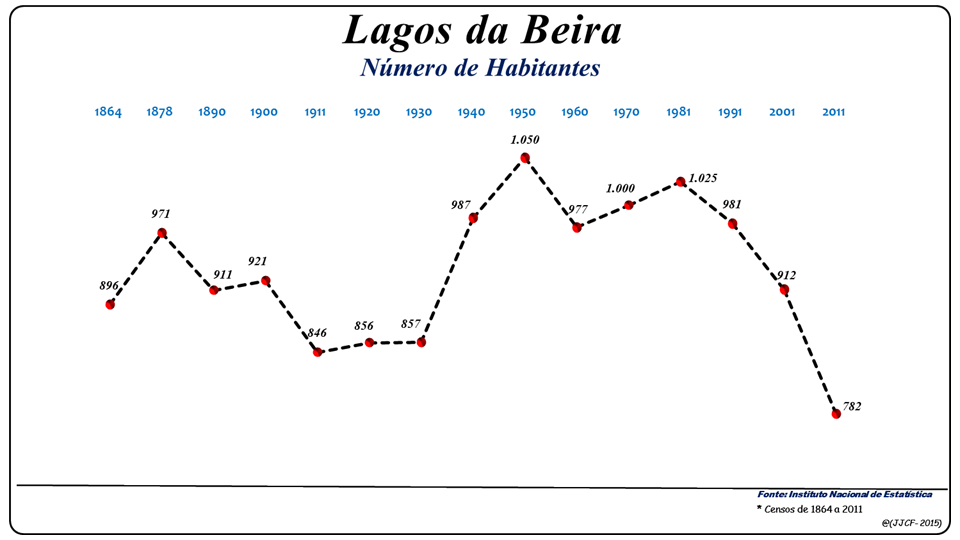
Evolução da População (1864 / 2011)

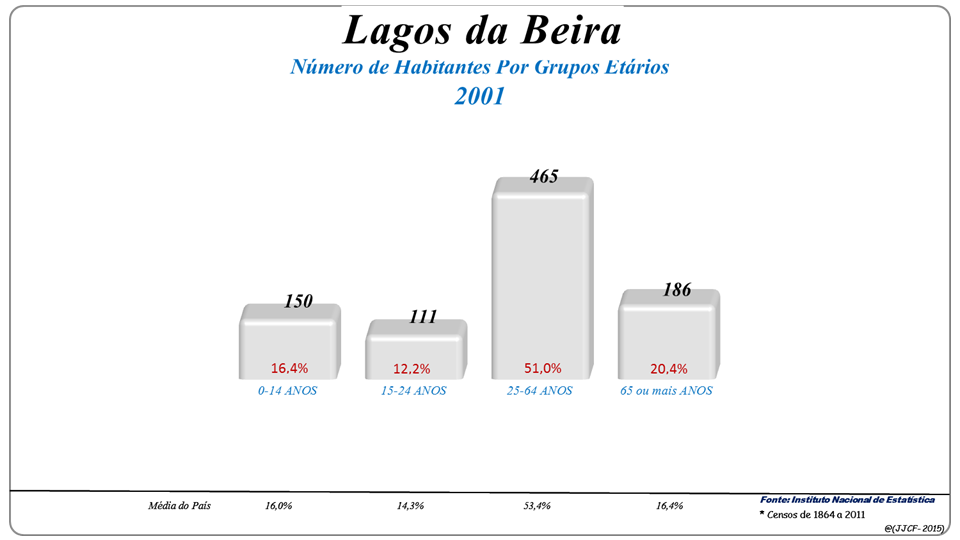
Grupos Etários (2001 e 2011)

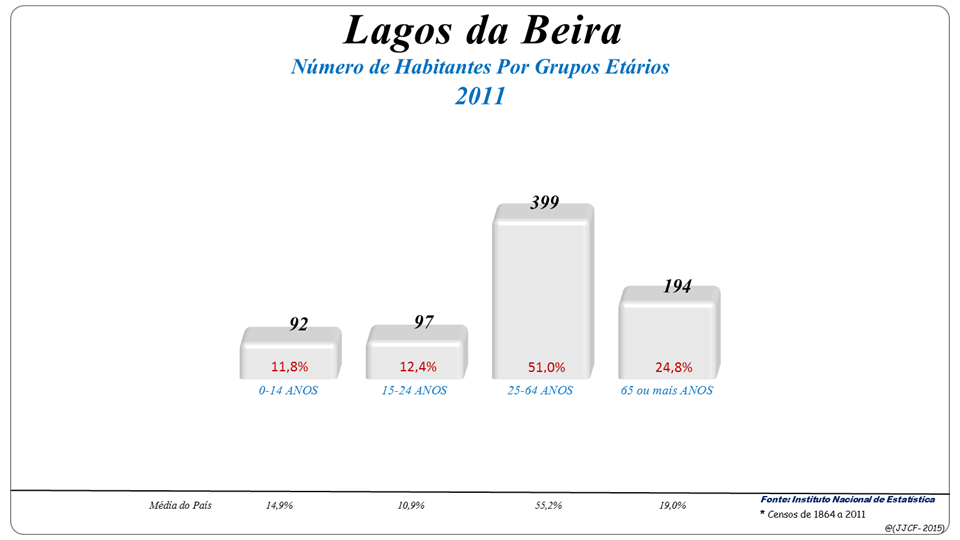
Grupos Etários (2001 e 2011)

| População da freguesia de Lagos da Beira | População da freguesia de Lagos da Beira | População da freguesia de Lagos da Beira | População da freguesia de Lagos da Beira | População da freguesia de Lagos da Beira | População da freguesia de Lagos da Beira | População da freguesia de Lagos da Beira | População da freguesia de Lagos da Beira | População da freguesia de Lagos da Beira | População da freguesia de Lagos da Beira | População da freguesia de Lagos da Beira | População da freguesia de Lagos da Beira | População da freguesia de Lagos da Beira | População da freguesia de Lagos da Beira | População da freguesia de Lagos da Beira |
| ---------------------------------------- | ---------------------------------------- | ---------------------------------------- | ---------------------------------------- | ---------------------------------------- | ---------------------------------------- | ---------------------------------------- | ---------------------------------------- | ---------------------------------------- | ---------------------------------------- | ---------------------------------------- | ---------------------------------------- | ---------------------------------------- | ---------------------------------------- | ---------------------------------------- |
| 1864                                     | 1878                                     | 1890                                     | 1900                                     | 1911                                     | 1920                                     | 1930                                     | 1940                                     | 1950                                     | 1960                                     | 1970                                     | 1981                                     | 1991                                     | 2001                                     | 2011                                     |
| 896                                      | 971                                      | 911                                      | 921                                      | 846                                      | 856                                      | 857                                      | 987                                      | 1 050                                    | 977                                      | 1 000                                    | 1 025                                    | 981                                      | 912                                      | 782                                      |

## Património
- Pousada de Santa Bárbara
- Biblioteca Museu Tarquínio Hall
- Igreja de S. João Baptista (matriz)
- Capelas de S. Jorge, de S. Roque, de Santo António, de Nossa Senhora da Conceição e de S. Miguel
- Cruzeiro de Lagos da Beira (século XIX)[4]
- Fragmento do pelourinho
- Inscrição templária
- Antigo tribunal e cadeia
- Sepulturas escavadas na rocha
- Menir
- Trecho do rio Alva
- Alminhas de Lagos da Beira, destacando-se as que se localizam nos seguintes locais: Capela de S. Roque; junto da escola primária; junto à fonte de S. João e na estrada para os Outeirinhos[5].